# 維斯特鎮區 (密蘇里州蘇格蘭縣)
維斯特鎮區（英語：Vest Township）是位於美國密蘇里州蘇格蘭縣的一個行政鎮區。

## 地方資料
維斯特鎮區的面積為91.63平方千米，當中陸地面積為91.32平方千米，而水域面積為0.31平方千米。根據2020年美國人口普查的數據，當地共有人口259人，而人口密度為每平方千米2.83人。